# Котила
Коти́ла (др.-греч. κοτύλη) — единица измерения объёма у древних римлян и греков. Она составляла половину секстария или 4 хиникса.
В современных единицах котила соответствовала объёму от 0,21 до 0,33 л (в зависимости от территории). В котилах чаще измерялся объём жидкости, нежели объём сыпучих веществ.
«Котилами» также назывались древнегреческие вазы, похожие по форме на скифосы. Эти сосуды для питья вина имеют две дугообразные ручки из тонких стержней, сужающиеся к корням, неширокое устье и узкое основание. Боковые стенки обычно в верхней части слегка выпуклы, внизу — вогнуты; ножка низкая. Котилы были распространены в Южной Италии в IV—III вв. до н. э. 